# Jezuitski kolegij v Zagrebu
Jezuitski kolegij v Zagrebu je bil ustanovljen leta 1607.

## Rektorji
- seznam rektorjev Jezuitskega kolegija v Zagrebu